# Anthology (Dan-Reed-Network-Album)
Anthology ist ein 2014 veröffentlichtes Kompilationsalbum der US-amerikanischen Rockband Dan Reed Network. Mit den Liedern Money und You Can Leave Your Hat On enthält es zwei Coverversionen bekannter Titel anderer Künstler. Das Album wurde mit Hilfe einer Crowdfunding-Kampagne finanziert.

## Hintergrund
Die Gruppe Dan Reed Network hatte am 8. August 1993 nach einem Auftritt im Londoner Club The Garage die gemeinsame Karriere ihrer Mitglieder vorläufig beendet. Die Musiker wandten sich allesamt anderen Projekten und Karriereverläufen zu und kamen zunächst nicht wieder im Gruppenrahmen zusammen. Außer bei vereinzelten öffentlichen Auftritten, z. B. von Keyboarder Blake Sakamoto und Schlagzeuger Dan Pred bei der Aufnahme der Band in die Oregon Music Hall of Fame 2007, war der Name Dan Reed Network in der Öffentlichkeit kaum wahrzunehmen. 
Am 31. Dezember 2012 spielte die Band das erste Mal seit 1993 wieder zusammen. Es sollte sich um einen einmaligen Auftritt aus Anlass des 25. Jubiläums der Gruppe handeln. Im März 2013 kündigte Dan Reed nach der Veröffentlichung seines Albums Signal Fire an, dass Dan Reed Network für Oktober 2013 einen weiteren Auftritt planten, der in Großbritannien stattfinden solle. Dan Reed Network absolvierte zwischen dem 10. und dem 19. Oktober 2013 insgesamt fünf Auftritte in Europa, davon zwei (Mannheim und Hamburg) in Deutschland. Während dieser Tournee wurden zahlreiche Konzerte mitgeschnitten, vier der in Stockholm (Schweden) aufgenommenen Titel wurden für Anthology verwendet.

## Titelliste
| Nr. | Titel                    | Autor(en)                                                          | Länge |
| --- | ------------------------ | ------------------------------------------------------------------ | ----- |
| 1.  | Mix It Up                | Dan Reed, Brion James, Melvin Brannon II, Blake Sakamoto, Dan Pred |       |
| 2.  | Resurrect                | Reed, James, Brannon II, Sakamoto, Pred                            |       |
| 3.  | Tiger in a Dress         | Reed, James, Brannon II, Sakamoto, Pred                            |       |
| 4.  | All My Lovin’            | Reed, James, Brannon II, Sakamoto, Pred                            |       |
| 5.  | Take My Hand             | Reed, James, Brannon II, Sakamoto, Pred                            |       |
| 6.  | Baby Don’t Fade          | Reed, James, Brannon II, Sakamoto, Pred                            |       |
| 7.  | Chill Out                | Brion James                                                        |       |
| 8.  | The Lonely Sun           | Reed, James, Brannon II, Sakamoto, Pred                            |       |
| 9.  | Doin’ the Love Thing     | Reed, James, Brannon II, Sakamoto, Pred                            |       |
| 10. | Ritual                   | Reed, James, Brannon II, Sakamoto, Pred                            |       |
| 11. | The Salt of Joy          | Reed, James, Brannon II, Sakamoto, Pred                            |       |
| 12. | Wake Up                  | Reed, James, Brannon II, Sakamoto, Pred                            |       |
| 13. | Halfway Around the World | Reed, James, Brannon II, Sakamoto, Pred                            |       |
| 14. | Blame It on the Moon     | Reed, James, Brannon II, Sakamoto, Pred                            |       |
| 15. | World Has a Heart Too    | Reed, James, Brannon II, Sakamoto, Pred                            |       |

| Nr. | Titel                                                               | Autor(en)                               | Länge |
| --- | ------------------------------------------------------------------- | --------------------------------------- | ----- |
| 1.  | Slam (alternatives Intro, Rough Mix)                                | Reed, James, Brannon II, Sakamoto, Pred |       |
| 2.  | Come Alive (B-Seite der Make it Easy-Single (1989))                 | Reed, James, Brannon II, Sakamoto, Pred |       |
| 3.  | Slavery                                                             | Reed, James, Brannon II, Sakamoto, Pred |       |
| 4.  | Rainbow Child (Live-Version, Schweden 2013)                         | Reed, James, Brannon II, Sakamoto, Pred |       |
| 5.  | Money (Coverversion (Pink Floyd))                                   | Roger Waters                            |       |
| 6.  | Baby Now I (Live-Version, Schweden 2013)                            | Reed, James, Brannon II, Sakamoto, Pred |       |
| 7.  | Burning Love (B-Seite der I’m so Sorry-Single (1987))               | Reed, James, Brannon II, Sakamoto, Pred |       |
| 8.  | Get to You (Live-Version, Schweden 2013)                            | Reed, James, Brannon II, Sakamoto, Pred |       |
| 9.  | Come to Me (B-Seite der Eye on You-Single (1985))                   | Reed, James, Brannon II, Sakamoto, Pred |       |
| 10. | Under My Skin (Live-Version, Schweden 2013)                         | Reed, James, Brannon II, Sakamoto, Pred |       |
| 11. | You Can Leave Your Hat On (B-Seite der Rainbow-Child-Single (1990)) | Randy Newman                            |       |
| 12. | Living with a Stranger (Akustikversion (Dan Reed))                  | Reed, James, Brannon II, Sakamoto, Pred |       |
| 13. | Tatiana                                                             | Reed, James, Brannon II, Sakamoto, Pred |       |
| 14. | Stronger Than Steel (Akustikversion (Dan Reed))                     | Reed, James, Brannon II, Sakamoto, Pred |       |
| 15. | Ritual (Dido Slam (Remix))                                          | Reed, James, Brannon II, Sakamoto, Pred |       |